# Бажанов, Николай Николаевич
Никола́й Никола́евич Бажа́нов (13 июля 1923, Москва, СССР — 11 июля 2010, Москва) — советский и российский хирург-стоматолог, доктор медицинских наук, заведующий кафедрой стоматологии МMA им. Сеченова, академик РАМН, лауреат Государственной премии СССР и РФ.

## Биография
Родился 13 июля 1923 года в Москве. Отец — Бажанов Николай Павлович (1880—1959), священник. Мать — Бажанова Александра Лавровна (1898—1986).
Николай Николаевич — участник Великой Отечественной войны, награждён медалями и орденами.
Закончил Московский медицинский стоматологический институт имени Н. А. Семашко (1946—1950), продолжил учёбу в клинической ординатуре кафедры общей хирургии ММСИ. В дальнейшем (с 1953 года) занимался лечебной, научной и педагогической деятельностью в 1-м Московским медицинским институтом имени И. М. Сеченова.
В 1956 году Н. Н. Бажанов защитил кандидатскую диссертацию на тему «К вопросу о подготовке больных к операциям экстренной хирургии и стоматологии». В 1965 году защитил докторскую диссертацию на тему «К проблеме обезболивания в клинике терапевтической стоматологии», в которой им были обобщены многолетние научные исследования, в том числе по важной для стоматологии проблеме премедикации.
С 1965 года заведовал кафедрой стоматологии Московской медицинской академии имени И. М. Сеченова.
В том же году Николай Николаевич избран деканом 1-го лечебного факультета 1-го ММИ имени И. М. Сеченова, в этом качестве он проработал до 1984 года.
В 1989 году избран народным депутатом СССР.
Н. Н. Бажанов — тонкий ценитель оперного искусства, симфонической музыки, театра, любит поэзию; его любимый поэт — А. С. Пушкин. Николай Николаевич — большой любитель природы, страстный рыболов.
Скончался на 87-м году жизни 11 июля 2010 года. Похоронен в Москве на Троекуровском кладбище.

## Научные достижения
С середины 60-х годов начала формироваться научная школа Н. Н. Бажанова, основными направлениями которой стали обезболивание и анестезиология в стоматологической практике, диагностика и лечение тяжелых воспалительных осложнений стоматологической патологии, проблемы травматологии и лечения челюстей, изучение состояния органов и организма при тяжелой стоматологической патологии.
Большим вкладом в совершенствование методики восстановления целостности нижней челюсти (после оперативного вмешательства) явился цикл работ, посвящённых использованию формалинизированной кадаверной кости нижней челюсти в клинике. Работа «Разработка реконструктивной хирургии нижней челюсти и височно-нижнечелюстного сустава с целью восстановления анатомической целостности и функции жевательного аппарата» в 1981 году удостоена Государственной премии СССР (с соавторами). Кафедра является Всероссийским центром по проблеме диагностики, лечения и реабилитации больных с воспалительными заболеваниями челюстно-лицевой области. Научные разработки кафедры оперативно внедряются в каждодневную деятельность клиники: ультразвук, лазер, ГБО, гемосорбция, вибромассаж, сорбенты и др. Проводится апробация лекарственных препаратов. Клиника принимает наиболее тяжелых больных с осложнениями стоматологической патологии, поступающих по скорой помощи.
Бажановым впервые на государственном уровне были подняты проблемы геронтологии и выполнен ряд исследований по этому направлению, за которые ему было присвоено звание Заслуженного деятеля науки РФ (1998).
За работу «Лазерно-флуоресцентный метод экспресс-диагностики, прогнозирования и оценки эффективности лечения больных с гнойными воспалительными заболеваниями, дисбактериозами и другой патологией микробной флоры» (2002) присуждена Государственная премия РФ.
Николай Николаевич — автор более 300 научных работ, 3 монографий и 2 — в соавторстве. Является главным редактором ряда сборников научных трудов, имеет авторские свидетельства на 19 изобретений.
Учебник Н. Н. Бажанова «Стоматология» для студентов медицинских вузов претерпел 6 изданий к 2002 году.
Под руководством Н. Н. Бажанова защищено 15 докторских и 43 кандидатских диссертации.
Н. Н. Бажанов — член редколлегии журнала «Стоматология». Более 15 лет являлся председателем президиума Научного общества стоматологов Москвы, председателем президиума Научного общества стоматологов СССР (в течение 5 лет). В 1990 году избран членом Интернациональной академии стоматологов, является почетным членом научных обществ стоматологии Болгарии и Германии, членом совета Ассоциации стоматологов России. В 1982 году избран членом-корреспондентом АМН СССР. В 1993 году — академиком РАМН, с 1996 года — академиком Академии медико-технических наук.
По поручению РАМН возглавляет работу академической группы по актуальной проблеме в стоматологии — воспалительные заболевания челюстно-лицевого отдела.

## Награды и членства
- Орден Отечественной войны II степени;
- два ордена Знак Почёта;
- Государственная премия СССР (в соавторстве) (1981);
- Государственная премия РФ (2002);
- Заслуженный деятель науки РФ (1998)[5];
- Золотая медаль имени И. М. Сеченова за лучшую научную работу 2000 года;
- председатель президиума Научного общества стоматологов Москвы;
- председатель президиума Научного общества стоматологов СССР;
- член Интернациональной академии стоматологов (1990);
- почетный член научных обществ стоматологии Болгарии и Германии;
- член-корреспондент АМН СССР (1982);
- академик РАМН (1993);
- академик Академии медико-технических наук.